# Саратоворгсинтез
Саратоворгси́нтез — предприятие химической промышленности, расположенное в Саратове. Входит в Группу «Лукойл-Нефтехим». Одно из крупнейших предприятий города.

## История
Завод «Нитрон» был запущен в Саратове в 1957 году. Изначально на предприятии производился синтетический этиловый спирт. В 60-70-х годах с вводом новых мощностей предприятие освоило выпуск таких видов продукции как акрилонитрил, синтетическое нитроновое волокно, фенол, ацетон, метилметакрилат, уксусная кислота.
Проблемы предприятия начались с началом 90-х годов. Из-за спада заказов и борьбы за предприятие выпуск продукции постоянно падал. Результатом явилась практически полная остановка предприятия в 1998 году. 
В 1999 году завод вошел в Группу Лукойл-Нефтехим, дочернюю структуру ОАО «Лукойл». Пусконаладочные работы длились несколько месяцев, и в октябре 1999 года предприятие было запущено.
В 2005 году начато и в 2007 году введено в эксплуатацию производство цианида натрия мощностью 15 тысяч тонн в год. Цианид натрия используется для извлечения золота из горных пород. Подобным образом производится большая часть золота в мире.
В 2008 году было закрыто несколько цехов: цех ММА, цех ХРиС, цех ФАС. Производство нитронового волокна продали компании "Техснабэкспорт", которая осуществляет экспорт товаров и услуг, производимых предприятиями Росатома.

## Деятельность
На данный момент различные мощности предприятия загружены на 60-100% (85% в 2004 году). Сырьё поступает на предприятие с других предприятий Группы Лукойл. Основная часть продукции идёт на экспорт.
Совокупная мощность производства в 2019 году составляла 170 тыс. тонн.